# 오피스 배틀 로얄
《오피스 배틀 로얄》(영어: Office Uprising)은 미국에서 제작된 린 우딩 감독의 2018년 코미디 공포 영화이다. 브렌턴 스웨이츠 등이 출연하였고, 윌리엄 클레빈저 등이 제작에 참여하였다.

## 출연
- 브렌턴 스웨이츠
- 제인 리비
- 카란 소니
- 재커리 리바이
- 커트 풀러
- 이언 하딩
- 그레그 헨리
- 앨런 리치슨
- 샘 데일리
- 스티븐 오영

## 기타 제작진
- 미술: 조 레먼